# Perknaster
Perknaster is een geslacht van zeesterren uit de familie Ganeriidae.

## Soorten
- Perknaster antarcticus (Koehler, 1906)
- Perknaster aurantiacus Koehler, 1912
- Perknaster aurorae (Koehler, 1920)
- Perknaster charcoti (Koehler, 1912)
- Perknaster densus Sladen, 1889
- Perknaster fuscus Sladen, 1889
- Perknaster sladeni (Perrier, 1891)